# Rättegång i brottmål i Sverige
Rättegång i brottmål förekommer i Sverige för den som är misstänkt för brott och därför kan lagföras på olika sätt inför svensk allmän domstol.
De processuella reglerna för detta återfinns i rättegångsbalken från 1942.

## Utlämning av svenska medborgare till medlemsländer i EU
Numera kan även andra medlemsländer i EU få svenska medborgare utlämnade för att dömas i utländsk domstol för brott som begåtts i medlemsländerna ifråga. På motsvarande sätt är andra EU-länder, enligt reciproka regler, skyldiga att utlämna sina medborgare till Sverige om de misstänks för brott begångna i Sverige.  Även internationella brottmålsdomstolen i Haag och andra tribunaler har rätt att få misstänkta utlämnade från Sverige för att pröva allvarliga brott som till exempel brott mot mänskligheten.

## Utredning
I det svenska rättssystemet gäller att ingen får dömas ohörd. Om åklagaren bedömer att brott inte kan styrkas ska han besluta att lägga ner pågående förundersökning. När polis utreder ett anmält brott informeras åklagaren om vidare utredning är nödvändig.

## Erkännande
En person kan avstå från vidare rättslig process genom att till exempel erkänna att han kört för fort, mot rött ljus eller dylika mindre brott, ofta benämnda "vardagsbrott". Polisen kan då utfärda en påföljd i form av fastställda bötesbelopp enligt en fastställd tariff. Om den misstänkte inte vill erkänna eller, då det rör sig om svårare brott, lämnar polisen över ärendet till åklagaren för juridisk bedömning. 

## Åklagares bedömning att brott kan bevisas
Om åklagare bedömer att brottet kan bevisas finns följande alternativ till rättegång:
1. Vid lindriga brott kan en polisman skriva ut ett ordningsföreläggande, som den misstänkte kan godkänna genom att skriva under föreläggandet. Gör han detta så gäller ordningsföreläggandet som en dom. Annan påföljd än penningböter får inte förekomma.[2]
2. Vid brott som inte är alltför allvarliga kan en åklagare utfärda ett strafföreläggande mot den misstänkte. Godkänns strafföreläggandet av den misstänkte så gäller det som dom. Annan påföljd än penningböter eller dagsböter får inte förekomma.
3. Om den som är misstänkt erkänner brottet kan åklagare besluta om åtalsunderlåtelse eller åtalseftergift, vilket innebär att åklagaren på goda grunder antar att den som utfört brottet inte kommer att göra om brottet och därför slipper påföljd.

## Andra fall
I alla andra fall kan följande ske.
1. I vissa fall kan polisen eller en privatperson göra ett gripande, varefter åklagaren kan besluta om den gripna ska anhållas eller släppas efter förhör.[3][4]

Åklagaren kan sedan begära att tingsrätten förklarar den anhållna häktad vid en häktningsförhandling.
1. Polisen slutför förundersökningen och överlämnar den till åklagare.
2. Åklagaren väcker åtal vid en tingsrätt. Åtal väcks genom att åklagaren hos rätten skriftligen ansöker om stämning.[5] Avvisas inte ansökan, ska rätten utfärda stämning på den tilltalade att svara på åtalet.

Stämningen ska tillsammans med stämningsansökan och därvid fogade handlingar delges den tilltalade.

## Ort
Rätt domstol för häktning och åtal är tingsrätten på den ort, där brottet begicks. 
Begicks brottet på orter under skilda domstolar, så har de samma behörighet. Har det skett på svenskt fartyg eller luftfartyg under resa, är den ort, dit den misstänkte först kommer eller där han gripits behörig.
Är, då åtal väcks, inte klart var brottet begicks, kan åtal väckas på någon av de orter, där man kan anta att brottet har utförts.   
Åtal för brott kan också upptas av den tingsrätt, där den misstänkte skall svara i tvistemål i allmänhet eller rätten på den ort, där den misstänkte mera varaktigt uppehåller sig, om rätten med hänsyn till utredningen och kostnader finner det lämpligt.
Av rättsfallet NJA 1989 s. 804 framgår att forumregeln även gäller vid åtal för olaga trålfiske från danskt fartyg på svenskt territorialvatten.
Åtal för brott, som förövats å ort utom riket eller å utländskt fartyg eller luftfartyg under resa inom eller utom riket, upptas, av den rätt, där den misstänkte skall svara i tvistemål i allmänhet.
Åtal mot flera för medverkan till brott kan, om det sker samtidigt, väckas vid den rätt, där någon av dem har att svara. 
Detta gäller också åtal i andra fall mot flera för brott, som har samband med varandra, om rätten med hänsyn till utredningen samt kostnader och andra omständigheter finner lämpligt, att åtalen upptagas av samma domstol.

## Tingsrätten
1. Tingsrätten bestämmer när huvudförhandling ska ske.[13]

Om offentlig försvarare inte förordnats för den åtalade kan tingsrätten utse en sådan, förutsatt att den åtalade riskerar att dömas till fängelse.
1. Brottsoffer, kan få ett målsägandebiträde förordnat av tingsrätten. Målsägandebiträdet är liksom den offentlige försvararen nästan alltid en svensk advokat
2. Huvudförhandling hålls i tingsrätten, med åklagare på ena sidan och den tilltalad eller de tilltalade på den andra. Rätten består av en lagfaren domare och tre nämndemän.[15]

Sedan målet ropats på och kontroll skett att alla inblandade är närvarande ska åklagaren framställa sina yrkanden. Den/de tilltalade kan antingen förneka eller medge brott.  Åklagaren ska därefter utveckla sin talan vilket innebär att han eller hon håller sin sakframställning.
Härefter hörs den tilltalade. Därefter framläggs bevis och eventuella vittnen hörs efter att de avlagt vittnesed. Domstolen går sedan igenom den tilltalades personliga förhållanden (sk personalia) och i förekommande fall redogör för innehållet i belastningsregistret. I sin plädering (ofta kallat slutanförande) ska åklagaren sammanfatta sin syn på bevisläget och lämna förslag till påföljd. Försvararen får också tillfälle att hålla sitt slutanförande.
1. Dom avkunnas av rätten efter sluten överläggning. Ibland avkunnas den omedelbart efter överläggningen. Ibland i mer komplicerade mål "sätts den på dom" och avkunnas vid ett senare tillfälle utan att parterna behöver vara närvarande.
2. Om ingen överklagar domen inom tre veckor, så vinner den laga kraft. Målet är därmed rättskraftigt avslutat.

## Överklagande
För den som är missnöjd med tingsrättens dom finns följande alternativ:
1. Domen kan oftast överklagas till hovrätten. I hovrätten dömer tre eller fyra lagfarna domare tillsammans med två eller tre nämndemän. Om det saknas anledning att döma till svårare straff än böter är hovrätten domför även utan nämndemän.[20]

Både den som dömts och åklagaren kan överklaga en tingsrättsdom till hovrätt. I enklare mål behövs prövningstillstånd för att saken ska prövas i hovrätten: till exempel vid en fällande dom där straffet stannat vid böter, eller en friande dom där det föreskrivna straffet för brottet inte är svårare än sex månaders fängelse.
1. En hovrätts dom kan normalt inte överklagas till Högsta domstolen. För att kunna få domen prövad i Högsta domstolen behövs alltid prövningstillstånd och sådant lämnas i allmänhet endast om målet har betydelse som prejudikat.

Om det sedan domen vunnit laga kraft framkommer speciella omständigheter så kan resning beviljas och domen ändras.
Detta kan ske till exempel om det i efterhand visar sig att ett vittne ljugit och detta har påverkat utgången i målet. Resning innebär att målet tas om i den domstol som meddelat den lagakraftvunna domen.
Sedan man uttömt möjligheterna att överklaga i svenska domstolar kan man vända sig till Europadomstolen i Strasbourg om man anser att ens mänskliga rättigheter har kränkts, till exempel genom att fallet inte handlagts processuellt korrekt eller genom att den svenska lagen står i strid med Europarätten.

## Nöjdförklaring
Om den dömde avgivit nöjdförklaring kan domen börja verkställas omedelbart även om den skulle ha överklagats av åklagare.

## Allmänt eller enskilt åtal
De flesta brott faller under allmänt åtal. Åklagare är då skyldig att föra statens talan och driva brottmålet inför domstolen. Han kan då även föra målsägandes skadeståndstalan. I vissa mål förordnas målsägandebiträde som för brottsoffrets talan och driver frågan om skadestånd för brottsoffrets räkning.
Vid några typer av brott, till exempel ärekränkning, måste målsäganden själv väcka talan genom enskilt åtal. Då hålls även en muntlig förberedelse utan närvaro av nämndemän innan huvudförhandling äger rum.